# Misumena spinifera
Misumena spinifera là một loài nhện trong họ Thomisidae.
Loài này thuộc chi Misumena. Misumena spinifera được John Blackwall miêu tả năm 1862.